# Eunice Kirwa
Eunice Jepkirui Kirwa (ur. 20 maja 1984) – kenijska lekkoatletka reprezentująca Bahrajn, specjalizująca się w biegach długodystansowych, srebrna medalistka igrzysk olimpijskich i brązowa mistrzostw świata.
Jako reprezentantka Kenii, bez powodzenia startowała w biegu na 1500 metrów podczas mistrzostw świata juniorów młodszych w Bydgoszczy (1999) i w Debreczynie (2001).
Po zmianie barw narodowych, zdobyła złoty medal w maratonie podczas igrzysk azjatyckich w Incheon (2014). W 2015 startowała na mistrzostwach świata w Pekinie, sięgając po brązowy medal w biegu maratońskim. Rok później w tej samej konkurencji zdobyła srebrny medal igrzysk olimpijskich. Szósta maratonka mistrzostw świata w Londynie (2017).
Medalistka mistrzostw Kenii.

## Osiągnięcia
| Rok  | Impreza                               | Miejsce        | Konkurencja         | Pozycja    | Wynik   | Kraj    |
| ---- | ------------------------------------- | -------------- | ------------------- | ---------- | ------- | ------- |
| 1999 | Mistrzostwa świata juniorów młodszych | Bydgoszcz      | bieg na 1500 metrów | eliminacje | 4:27,62 | Kenia   |
| 2001 | Mistrzostwa świata juniorów młodszych | Debreczyn      | bieg na 1500 metrów | eliminacje | 4:29,46 | Kenia   |
| 2014 | Igrzyska azjatyckie                   | Incheon        | maraton             | 1. miejsce | 2:25:37 | Bahrajn |
| 2015 | Mistrzostwa panarabskie               | Manama         | półmaraton          | 1. miejsce | 1:11:02 | Bahrajn |
| 2015 | Mistrzostwa świata                    | Pekin          | maraton             | 3. miejsce | 2:27:36 | Bahrajn |
| 2016 | Igrzyska olimpijskie                  | Rio de Janeiro | maraton             | 2. miejsce | 2:24:13 | Bahrajn |
| 2017 | Mistrzostwa świata                    | Londyn         | maraton             | 6. miejsce | 2:28:17 | Bahrajn |

## Rekordy życiowe
- bieg na 10 kilometrów – 31:57 (2012)
- półmaraton – 1:06:46 (2017) rekord Azji
- maraton – 2:21:17 (2017) rekord Bahrajnu